# Oscar Hammerstein II

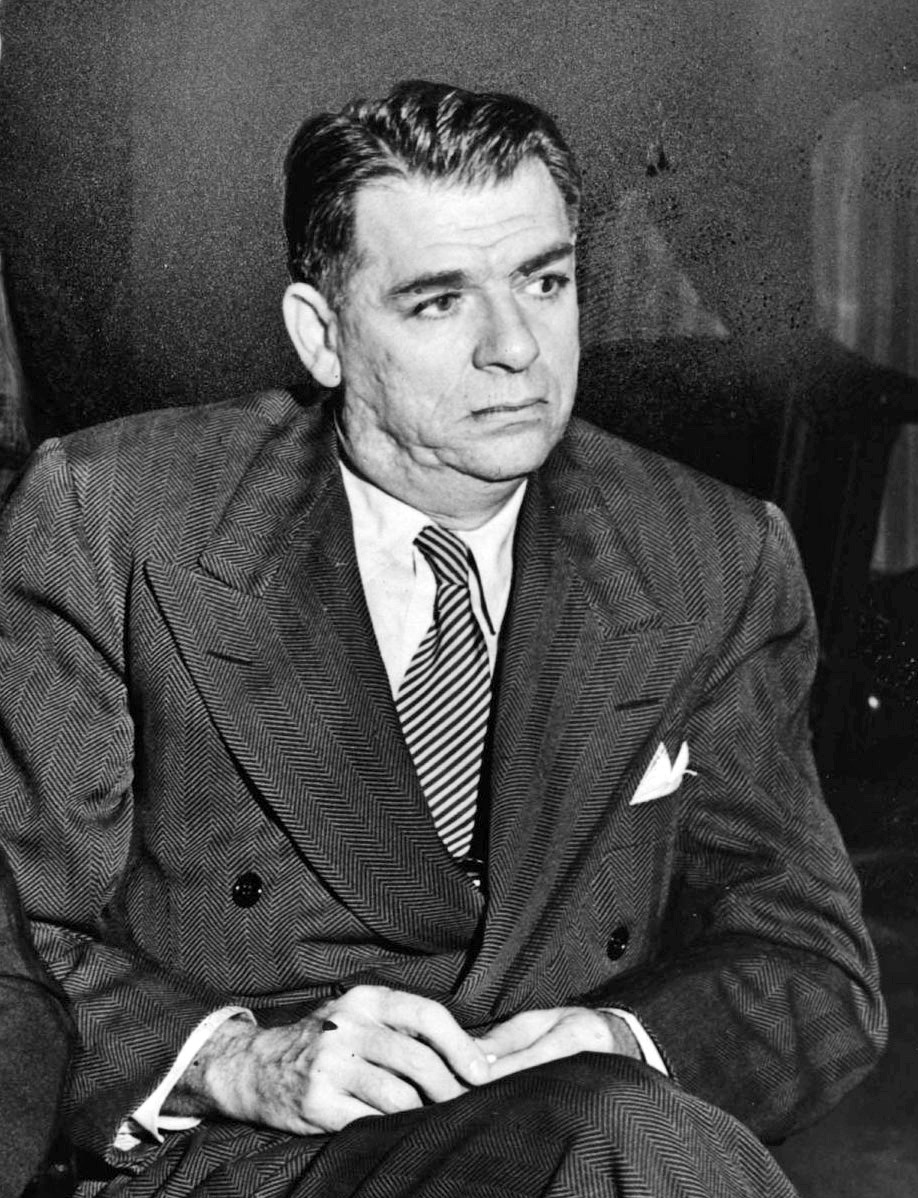
Oscar Hammerstein (1948)

Oscar Greeley Clendenning Hammerstein II (* 12. Juli 1895 in New York City, New York; † 23. August 1960 in Doylestown, Pennsylvania) war ein US-amerikanischer Musical-Produzent, Librettist und Liedtexter. Berühmt wurde er durch seine Zusammenarbeit mit den Komponisten Richard Rodgers, Jerome Kern und Sigmund Romberg bei einer Vielzahl erfolgreicher Broadway-Musicals.

## Leben und Werk
Oscar Hammerstein entstammte einer Familie mit Berufen im Musik- und Showgeschäft: Sein Großvater, der in Stettin geborene Oscar Hammerstein I, war ein Opernimpresario, sein Onkel Arthur Hammerstein ein erfolgreicher Broadwayproduzent. Sein Vater William Hammerstein (1875–1914) war Manager des Victoria Theatre am heutigen Times Square.
Als Jugendlicher schrieb Oscar Hammerstein II mehrere Shows, in denen er auch auftrat. Sein erstes Musical, Always You, für das er Buch und Liedtexte schrieb, wurde im Jahr 1921 am Broadway aufgeführt. Er war Texter für die beliebte Rudolf-Friml-Operette Rose-Marie (1924) und begann anschließend eine erfolgreiche Zusammenarbeit mit dem Komponisten Jerome Kern. Ihr größter Erfolg war das Musical Show Boat (1927), welches als eines der Meisterwerke des amerikanischen Musiktheaters angesehen wird. Für das Musical verfassten sie den Evergreen Ol’ Man River. Show Boat wurde 1929, 1936 und 1951 verfilmt. Hammerstein arbeitete in den nächsten Jahren unter anderem weiter mit Kern und dem Operettenkomponisten Sigmund Romberg; wichtige Werke waren dabei Sweet Adeline, Music in the Air und Very Warm for May, das ein Misserfolg war, jedoch ein zum Standard gewordenes Lied von Kern und Hammerstein enthält: „All the Things You Are.“ Mit Romberg schrieb er die Hits „Lover, Come Back to Me“ und „Softly, as in a Morning Sunrise.“
Hammerstein begann seine erfolgreichste und langlebigste Zusammenarbeit im Jahr 1943, als er den Musical-Komponisten Richard Rodgers traf, dessen bisheriger Textautor Lorenz Hart nicht an einem Stoff interessiert war, der auf ungewohnt ernste Art die historischen Probleme zwischen Cowboys und Farmern und die Gründung des Staates Oklahoma schilderte. Das Ergebnis war Oklahoma!, eine Show, die das amerikanische Musical revolutionierte, indem sie auf Musik- und Tanznummern verzichtete, die nicht mit der Handlung zusammenhingen.
Hammerstein veranlasste Rodgers, fortan auf Jazzelemente in seiner Musik zu verzichten. Die „ernste“ Musical-Gattung, die sich daraus ergab, nannte sich Musical Play, im Unterschied zur stärker an der Revue orientierten Musical Comedy. Es folgten die erfolgreichen Werke Carousel (1945, mit dem Song You’ll Never Walk Alone), Allegro (1947), South Pacific (1949), The King and I (1951), Me and Juliet (1953) und The Sound of Music (1959) sowie der Musikfilm Jahrmarkt der Liebe (State Fair) und das Fernsehmusical Cinderella. Hammerstein schrieb auch Buch und Text für Carmen Jones, eine Adaption von Georges Bizets Oper Carmen mit einer komplett schwarzen Besetzung. 1950 wurde er in die American Academy of Arts and Letters gewählt.
Kurz nach der Uraufführung von The Sound of Music am Broadway starb Hammerstein.

## Filmografie (Auswahl)
- 1937: High, Wide and Handsome
- 1937: Swing High, Swing Low (Drehbuch)
- 1941: Sunny (Drehbuch + Lieder)
- 1943: Liebeslied der Wüste (The Desert Song, Lieder)
- 1953: El Khobar – Schrecken der Wüste (The Desert Song, Lieder)

## Auszeichnungen
Oscar Hammerstein gewann zweimal den Academy Award für den besten Original-Song: 1942 für The Last Time I Saw Paris und 1946 für It Might as Well Be Spring. In den 1950er und 1960er Jahren erhielt er wiederholt den Tony Award in verschiedenen Kategorien.
Gemeinsam mit Bert Kalmar und Harry Ruby war Hammerstein zudem 1952 in der Kategorie „Bester Song“ mit dem Lied A Kiss to Build a Dream On aus dem Film Tödliches Pflaster Sunset Strip für einen Oscar nominiert.

## Sonstiges
Nach Oscar Hammerstein ist ein unterseeischer Vulkan der Pazifischen Platte auf der Position 32° 29.70′ N, 165° 46.20′ W benannt.
In dem von Richard Linklater inszenierten Film Blue Moon, der im Februar 2025 bei den Internationalen Filmfestspiele Berlin seine Uraufführung erfuhr und sich um die letzten Tage im Leben von Lorenz Hart dreht, wird Hammerstein von Simon Delaney gespielt.